# Canada aux Jeux paralympiques d'été de 2012
Le Canada participe aux jeux paralympiques de 2012 à Londres. Il est représenté par 145 athlètes, qui ont pris part à quinze des vingt catégories sportives. Il s'agit de la 14e participation du Canada aux jeux paralympiques d'été.
Le Canada s'est placé en septième position lors des jeux paralympiques de 2008 à Pékin, en remportant 19 médailles d'or, 10 médailles d'argent et 21 médailles de bronze soit 50 médailles au total.

## Médailles

### Or
| Sport                   | Discipline                 | Athlète(s) | Date          | Performance        |
| Médailles d'or : 7      |                            | |               |                    |
| Athlétisme              | 200 m femmes T52           | Michelle Stilwell | 1er septembre | 33 s 80 (RP)       |
| Basket-ball en fauteuil | Tournoi masculin           | Dave Durepos Yvon Rouillard Bo Hedges Richard Peter Joey Johnson Adam Lancia Abdi Dini Chad Jassman Patrick Anderson Brandon Wagner Tyler Miller David Eng | 8 septembre   | 64 - 58            |
| Cyclisme                | Course en ligne femmes B   | Robbi Weldon | 8 septembre   | 2 h 08 min 26 s    |
| Natation                | 200 m 4 nages hommes S10   | Benoît Huot | 30 août       | 2 min 10 s 01 (RM) |
| Natation                | 200 m 4 nages hommes SM10  | Benoît Huot | 30 août       | 2 min 10 s 01 (RM) |
| Natation                | 50 m nage libre femmes S10 | Summer Ashley Mortimer | 31 août       | 28 s 10 (RM)       |
| Natation                | 100 m dos femmes S10       | Summer Ashley Mortimer | 4 septembre   | 1 min 05 s 90 (RM) |

### Argent
| Sport                   | Discipline                  | Athlète(s)                                  | Date          | Performance    |
| Médailles d'Argent : 15 |                             |                                             |               |                |
| Athlétisme              | 400 m hommes T53            | Brent Lakatos                               | 2 septembre   | 50 s 17        |
| Athlétisme              | 800 m hommes T53            | Brent Lakatos                               | 5 septembre   | 1 min 41 s 24  |
| Athlétisme              | 100 m femmes T52            | Michelle Stilwell                           | 5 septembre   | 19 s 80        |
| Athlétisme              | 200 m hommes T53            | Brent Lakatos                               | 7 septembre   | 25 s 61 (RP)   |
| Athlétisme              | 5 000 m hommes T11          | Jason Joseph Dunkerkey Josh Karanja (guide) | 7 septembre   | 15 min 26 s 26 |
| Natation                | 200 m 4 nages femmes S10    | Summer Ashley Mortimer                      | 30 août       | 2 min 32 s 08  |
| Natation                | 50 m papillon femmes S7     | Brianna Nelson                              | 31 août       | 36 s 03        |
| Natation                | 50 m nage libre hommes S10  | Nathan Stein                                | 31 août       | 23 s 58        |
| Natation                | 50 m nage libre femmes S13  | Valérie Grand'Maison                        | 1er septembre | 27 s 91        |
| Natation                | 100 m nage libre femmes S13 | Valérie Grand'Maison                        | 2 septembre   | 58 s 87        |
| Natation                | 200 m nage libre femmes Sm7 | Brianna Nelson                              | 2 septembre   | 3 min 04 s 60  |
| Natation                | 400 m nage libre hommes S10 | Benoît Huot                                 | 5 septembre   | 4 min 06 s 58  |
| Natation                | 400 m nage libre femmes S10 | Aurélie Rivard                              | 5 septembre   | 4 min 36 s 46  |
| Natation                | 400 m nage libre femmes S11 | Amber Thomas                                | 7 septembre   | 5 min 15 s 48  |

### Bronze
| Sport                  | Discipline                            | Athlète(s)                          | Date        | Performance    |
| Médaille de Bronze : 9 |                                       |                                     |             |                |
| Athlétisme             | 200 m femmes T35                      | Virginia McLachlan                  | 31 août     | 34 s 31        |
| Athlétisme             | 1 500 m hommes T11                    | Jason Dunkerley Guide: Josh Karanja | 3 septembre | 4 min 07 s 56  |
| Athlétisme             | 100 m hommes T35                      | Virginia McLachlan                  | 7 septembre | 16 s 42        |
| Boccia                 | Paire mixte BC4                       | Marco Dispaltro Josh Vander Vies    | 4 septembre | 8 - 2          |
| Cyclisme               | Contre-la-montre individuel femmes C4 | Marie-Claude Molnar                 | 5 septembre | 26 min 48 s 52 |
| Natation               | 100 m dos hommes S10                  | Benoît Huot                         | 4 septembre | 1 min 00 s 73  |
| Natation               | 100 m nage libre femmes S10           | Summer Ashley Mortimer              | 6 septembre | 1 min 01 s 58  |
| Natation               | 200 m 4 nages femmes SM11             | Amber Thomas                        | 7 septembre | 2 min 59 s 00  |
| Tir à l'arc            | Arc composite hommes W1               | Norbert Murphy                      | 3 septembre | 7 - 1          |